# Loris Néry
Loris Néry (Saint-Étienne, 5 de febrero de 1991) es un exfutbolista francés que jugaba en la posición de defensor.

## Trayectoria
Néry comenzó su carrera en el A. S. Saint-Étienne, club con el que firmó un contrato por tres temporadas el 23 de agosto de 2010. Jugó el partido por la Copa de la Liga frente al Olympique de Niza el 22 de septiembre, donde jugó todo el encuentro, que finalizó 2:0. En 2012 se unió al Valenciennes F. C., equipo que lo fichó por cuatro años. En 2018 fichó por el A. S. Nancy y en 2020 por el Grenoble Foot 38. De este equipo se marchó al final de la temporada 2022-23 una vez expiró su contrato y en el mes de octubre anunció su retirada para dedicarse al arbitraje.

## Clubes
| Club                 | País    | Año       |
| -------------------- | ------- | --------- |
| A. S. Saint-Étienne  | Francia | 2010-2012 |
| Valenciennes F. C.   | Francia | 2012-2018 |
| A. S. Nancy-Lorraine | Francia | 2018-2020 |
| Grenoble Foot 38     | Francia | 2020-2023 |